# Носса-Сеньора-да-Консейсан (Ангра-ду-Эроишму)
Носса-Сеньора-да-Консейсан (порт. Nossa Senhora da Conceição) — район (фрегезия) в Португалии, входит в округ Азорские острова. Расположен на острове Терсейра. Является составной частью муниципалитета Ангра-ду-Эроижму. Население составляет 4509 человек на 2001 год. Занимает площадь 2,47 км².